# Église Notre-Dame de Pamele à Audenarde
L’église Notre-Dame de Pamele est un édifice religieux catholique, située sur la rive droite de l'Escaut, dans le quartier de Pamele, à Audenarde en Belgique.

## Historique
La construction de l'église aurait été construite à partir de 1234 d'après une inscription que l'on peut y lire :
† ANNO : M : CC : XXX : IIII : IIII
ID : MARTII : INCEPTA : FUIT
ECCLIA : ISTA : A MAGRO (Magro pour Magistro)
ARNULFO : DE BINCHO :
Si pendant longtemps on a fait d'Arnould de Binche le maître d'œuvre de l'église, il est admis qu'après les travaux de Léon Verriest, l'église a été construite à l'initiative d'Arnould IV, seigneur du lieu, en faisant remarquer qu'on ne trouve aucun document sur un Arnoul maître maçon mais il existe un document sur un « Arnoldus de Binche » bailli de Kortemark (seigneurie des Pamele-Audenarde) en juin 1229.
Si le terme de maître employé dans cette inscription ne permet de connaître le rôle exact d'Arnoul de Binche dans la construction de cette église, maître d'œuvre ou donateur, les caractéristiques de l'ouvrage montrent que la construction de l'église a été entreprise dans le second quart du XIIIe siècle :
1. utilisation de la pierre gris bleu du Tournaisis,
2. une coursière à l'extérieur, des triplets, des pignons plats dont un flanqué de tourelles pour les croisillons,
3. des piles cylindriques avec des chapiteaux à crochets, un triforium avec des colonnettes simples,
4. réalisation d'une tour centrale sur plan carré se transformant en octogone.

La particularité de l'église par rapport à d'autres églises de la région construites à cette époque, c'est la présence d'un chevet à plusieurs pans avec déambulatoire au lieu d'un chevet plat. Cependant, on trouve ce type de construction à l'église Sainte-Walburge de Furnes et à Saint-Bavon de Gand.
Le chœur est à peu près achevé en 1238. Le croisillon sud est construit dans la seconde moitié du XIIIe siècle ainsi qu'une partie du croisillon nord. Il est agrandi au XIVe siècle. Le vaisseau central et les collatéraux ont été construits au XIIIe siècle. Le bas-côté sud a été élargi en utilisant des pierres blanches qui sont une des caractéristiques des constructions à l'époque bourguignonne. Le profil des nervures se rattache à celui des églises construites entre 1490 et 1530.

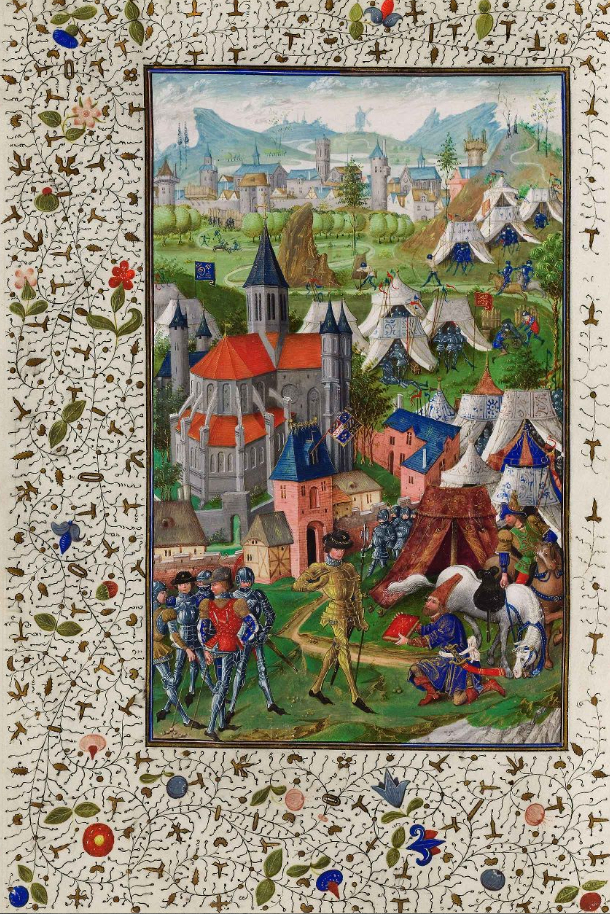
Vue de l'église Notre-Dame de Pamele dans Le voyage en la terre d'oultre mer de Bertrandon de la Broquière (f. 152v), enluminure de Jean le Tavernier, entre 1455 et 1462. Revenu de Terre Sainte, Bertrandon de la Broquière offre un Coran au duc Philippe III le Bon.

La fille naturelle de Charles Quint et de Jeanne van der Gheynst, Marguerite, a été baptisée dans cette église. Elle est devenue Marguerite de Parme par son mariage avec Octave Farnèse. Elle a été « gouvernante et régente » des Pays-Bas entre 1559 et 1567.
L'église est pillée au XVIe siècle par les iconoclastes. Pendant la Révolution française, elle a été réduite au rôle de dépôt de charbon.
En 1870-1871, l'église a été restaurée par l'architecte Auguste Van Assche qui avait la particularité « d'améliorer » les édifices qui lui étaient confiés. Il a, en particulier, détruit une chapelle du XVIIe siècle qui avait été ajouté au croisillon nord, contre le déambulatoire. Il a fait refaire la voûte de la première travée. En 1885, il a refait le portail, la grande fenêtre et la rosace  de la façade ouest. Il a repris le bas-côté nord, les tourelles du croisillon, la tour et ses piliers, la coursière, les remplages des fenêtres, enlever des maçonneries en brique qui consolidaient les piliers, démolir les murs de deux travées, ... Le montant total des travaux s'est élevé à 190 000 francs-or.
D'autres travaux de restauration sont aussi entrepris sur les sculptures par le sculpteur Blanchaert de Gand, les vitraux par Dobbelaere et Ostherat.
L'église a souffert au cours de la Première guerre mondiale et la Seconde guerre mondiale.

## Description
L'édifice est caractéristique du gothique scaldien.

## Source
- (nl) Cet article est partiellement ou en totalité issu de l’article de Wikipédia en néerlandais intitulé « Onze-Lieve-Vrouwekerk (Oudenaarde) » (voir la liste des auteurs).